# 布雷芒厄
布雷芒厄（挪威語：Bremanger）是挪威的一個市镇，位於韦斯特兰郡，行政中心为斯沃爾根村。市镇面积为833平方公里，人口数量为3,629人（2020年），人口密度为每平方公里4.6人。